# Acanthurus fowleri
Acanthurus fowleri es una especie de pez del género Acanthurus, familia Acanthuridae. Fue descrita científicamente por de Beaufort en 1951.
Se distribuye por el Pacífico Occidental: Filipinas, Indonesia, Papúa Nueva Guinea, Islas Salomón y el noroeste de Australia. La longitud estándar (SL) es de 45 centímetros. Habita en arrecifes y desniveles claros hacia el mar. Especie muy cautelosa que puede alcanzar los 50 metros de profundidad.
Está clasificada como una especie marina inofensiva para el ser humano.